# NHK BS1
NHK BS1（簡稱：BS1），是NHK所屬的衛星電視頻道之一。該頻道曾以模拟和數位兩種訊号播出，但模拟信号已於2011年7月25日零時起停播。前身為1989年6月至2011年3月播出的NHK衛星第1頻道（舊BS1）。在轉播體育比賽時，有時BS1會加開臨時頻道，同時播出兩個節目。本頻道已2023年11月30日停止播出，並於同年12月1日由新開播的NHK BS所取代。

## 概要

### 旧BS1开播缘由・当时情况
1984年（昭和59年）5月12日，日本的卫星电视频道首次开始广播，该频道节目使用通信卫星进行信号的传送，为传输电视信号而发射卫星这一举动在当时还是极为罕见的。NHK当时计划设置2个卫星电视频道，其初衷是希望让无法收到无线电视信号的偏远地区或外岛地区也能收看电视节目。NHK计划让NHK综合频道与NHK教育频道也可经卫星广播，即BS1对应NHK綜合頻道，BS2对应NHK教育频道。然而通信卫星在发射后，其携带的部分转发器发生故障，导致最后只有一个频道的信号能正常传送。鉴于此情况，NHK将两个频道的节目编排进一个卫星频道并播出。
1986年2月12日，第2颗通信卫星作为预备卫星发射升空，使得NHK设置2个卫星电视频道的设想有可能变为现实。另外从1987年7月4日开始，BS2作为地面无线电视频道开始播出，NHK并对原BS1频道的节目进行了重新编排，此时BS1开始独自制作节目。

### 新BS1
2011年（平成23年）4月1日，從6點開始廣播新的“ NHK BS1”（最初是數字/模擬同時廣播，數字廣播更改為第23）

### NHK BS
NHK在2023年4月发布新闻稿，确定了BS缩减频道数量的方案，從2023年12月1日起施行。(原有两个卫星高清频道NHK BS1和NHK BSP（Premium）合并为新的“NHK BS”。)

## 播出節目
普通日节目编排（以下时间均为日本时间〔GMT+9〕）
- 每日5:00 - 9:00及5:00-23:00的每小時的55分　新闻時段（平日12:45/17:45、周末12:50/17:50的新闻与BS4K并机播出）
- 9:00 - 11:00（星期日持续至12:00）　体育赛事直播（美国职棒、NFL、欧洲主要足球联赛等）
- 11:00-（周日12:00) 18:00　综合类节目、新闻资讯节目时间带

## 历史
- 1984年5月12日，BS1開始試播。當時是希望讓無法收到無線電視的偏遠地區或外島地區也能收看電視，NHK開始讓NHK綜合頻道與NHK教育頻道兩個頻道也可經衛星播送，然而廣播衛星發生故障，最後只有一個頻道能播出，也就是說，NHK兩個頻道節目性質最後全面整合播出。
- 1987年7月4日 ，BS1正式24小时播出。
- 1989年6月1日，BS1正式啟播，开播时只有新闻和体育类节目。
- 2000年12月1日，BS1数字版正式啟播。
- 2008年5月1日，類比BS1在台徽的下方加上「アナログ」(類比)字樣，推广模拟卫星讯号停播。
- 2011年3月11日，因應311大地震，BS1與綜合頻道并机直播特备节目，原本BS1預定播出的節目也和綜合頻道一樣順延或取消播出。
- 2011年4月1日，BS1正式改版。新BS1啟播後，畫面右上角只顯示「アナログ」（類比）字樣，和NHK所屬的綜合及教育頻道 (無線類比) 一樣只顯示「類比」字樣，但BS1的「類比」字樣是綜合及教育頻道 (無線類比) 的2倍大。在4月18日才在「類比」字樣新增新BS1台徽。
- 2011年7月24日，模拟BS1正式停播。

## 外部連結
- NHK衛星電視官網（日語）